# Serafín Avendaño
Serafín Xoaquín Avendaño Martínez (n. 2 august 1837, Vigo, Galicia, Spania – d. 23 august 1916, Valladolid, Castilia și León, Spania) a fost un pictor de peisaj și de gen din Galicia care a petrecut mulți ani în Italia.

## Biografie
Serafín Avendaño s-a născut la Vigo. Tatăl lui a fost profesor. Când era încă foarte tânăr, familia s-a mutat la Madrid, unde a primit primele lecții de artă la Real Academia de Bellas Artes de San Fernando de la Antonio María Esquivel și Jenaro Pérez Villaamil. În 1858, a câștigat o medalie de argint la Exposición de Galiza pentru acuarela „A miña tristura” (Tristețea mea). Deși inițial a fost influențat de stilul peisagistic al pictorului de origine belgiană Carlos de Haes, el a dobândit în cele din urmă o paletă mai strălucitoare.
Datorită averii relative a familiei sale, el a putut călători mult în anii 1860; vizitând Statele Unite (unde a pictat Cascada Niagara), Anglia, Franța și Elveția. În 1864, a câștigat o medalie la prestigioasa Expoziție Națională de Arte Plastice. În 1866, după ce a primit o bursă, a plecat în Italia pentru studii suplimentare și a rămas acolo până în 1891. Cea mai mare parte a timpului său în Italia a petrecut-o în Genova și în împrejurimi, unde a devenit asociat cu „Scuola di Rivara” un grup local de pictori de peisaj. Periodic, a călătorit în Spania pentru a participa la diferite expoziții și pentru a lucra la moșia familiei de lângă Vigo.
După întoarcerea sa, a fost critic în mai multe jurii de artă și a oferit ilustrații pentru revista Blanco y Negro din 1893 până în 1911. A mai câștigat două medalii la Expoziția Națională, în 1892 și 1899. În cele din urmă, s-a retras la Valladolid, unde a murit de ateroscleroză în 1916. Numeroase expoziții ale lucrărilor sale au avut loc în Italia până în anii 1930.

## Picturi alese

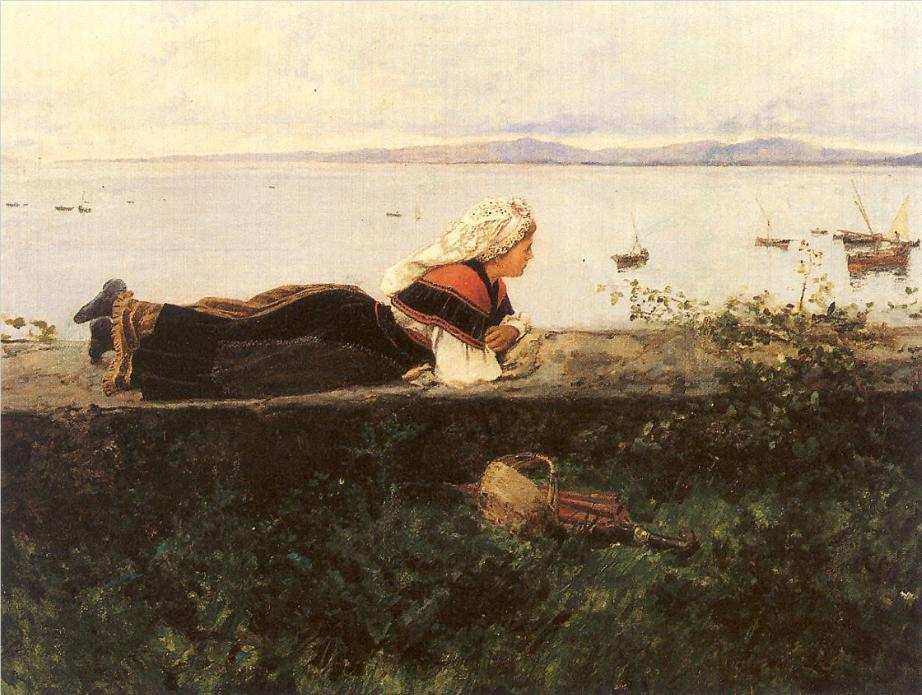
Peisaj cu femeie galiciană
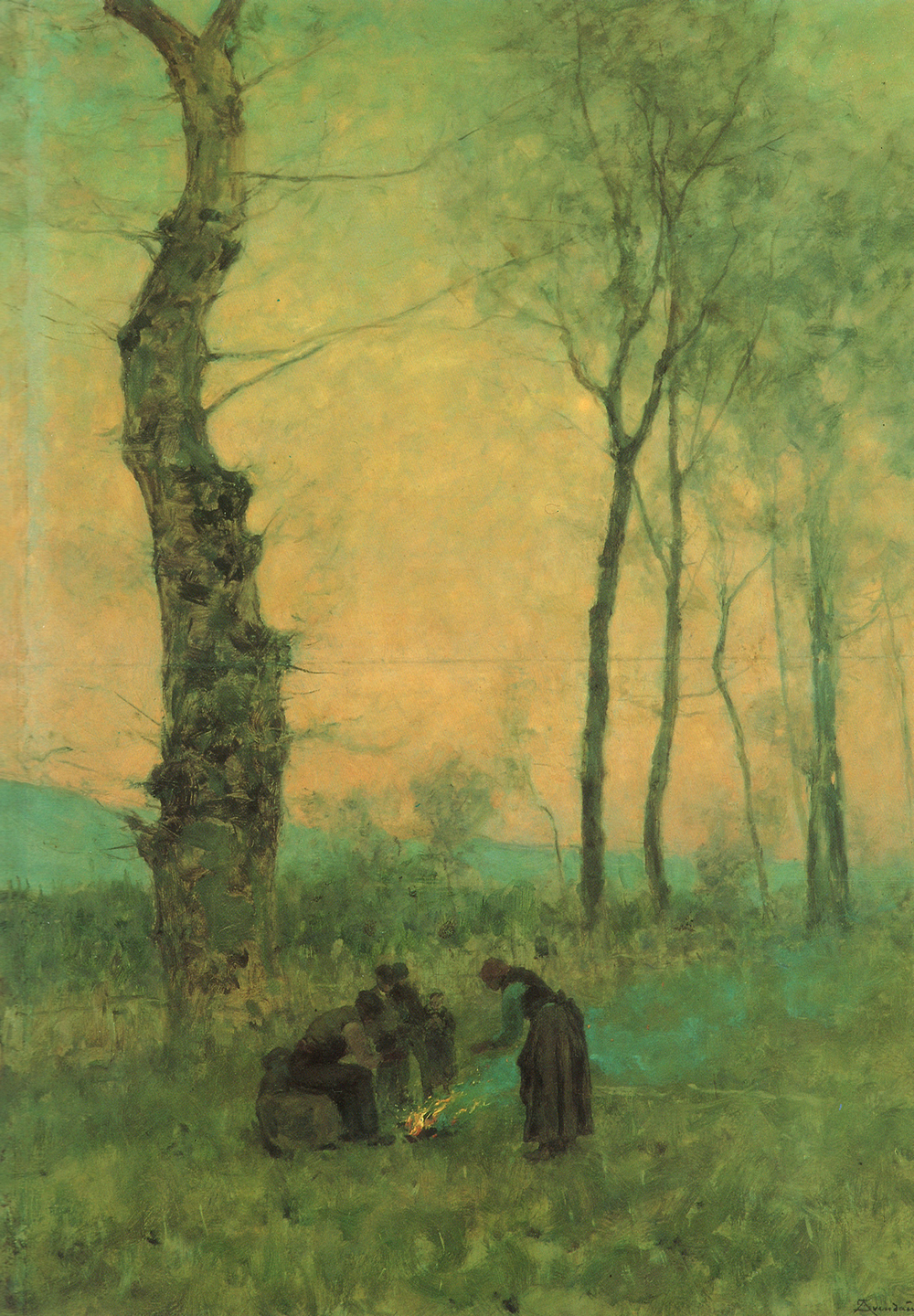
Peisaj de iarnă
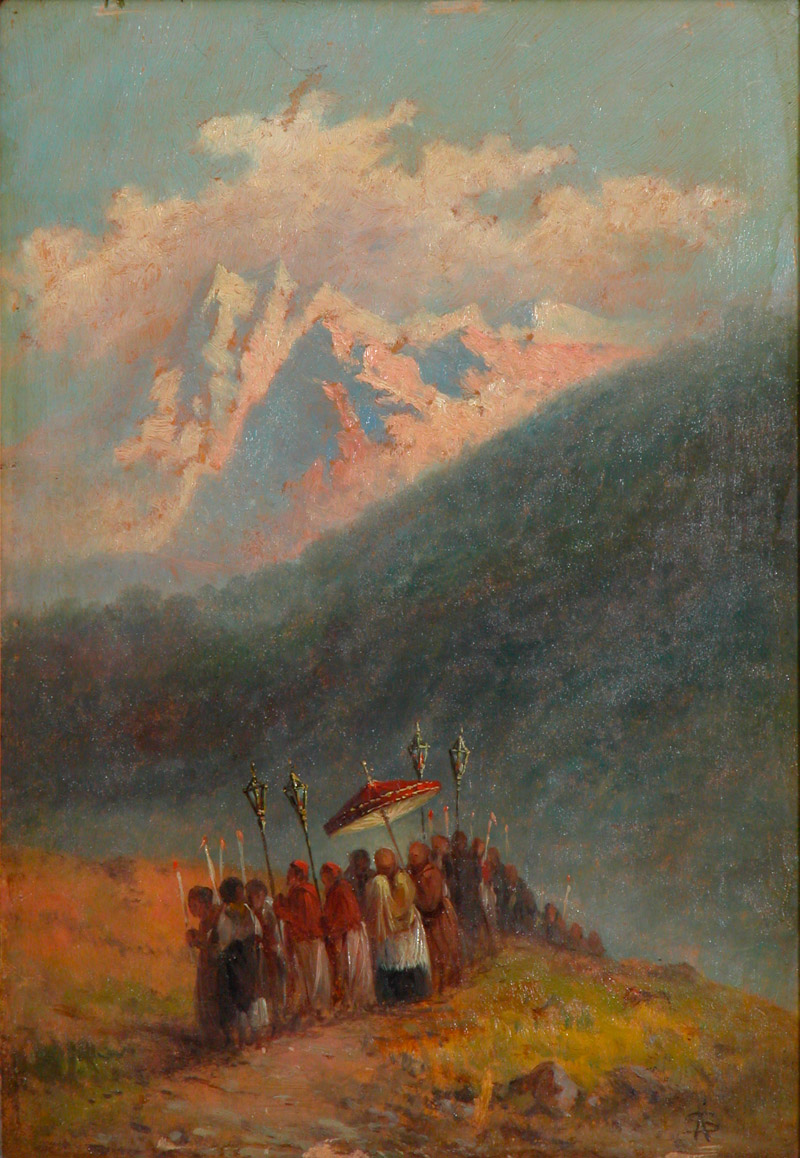
Procesiune
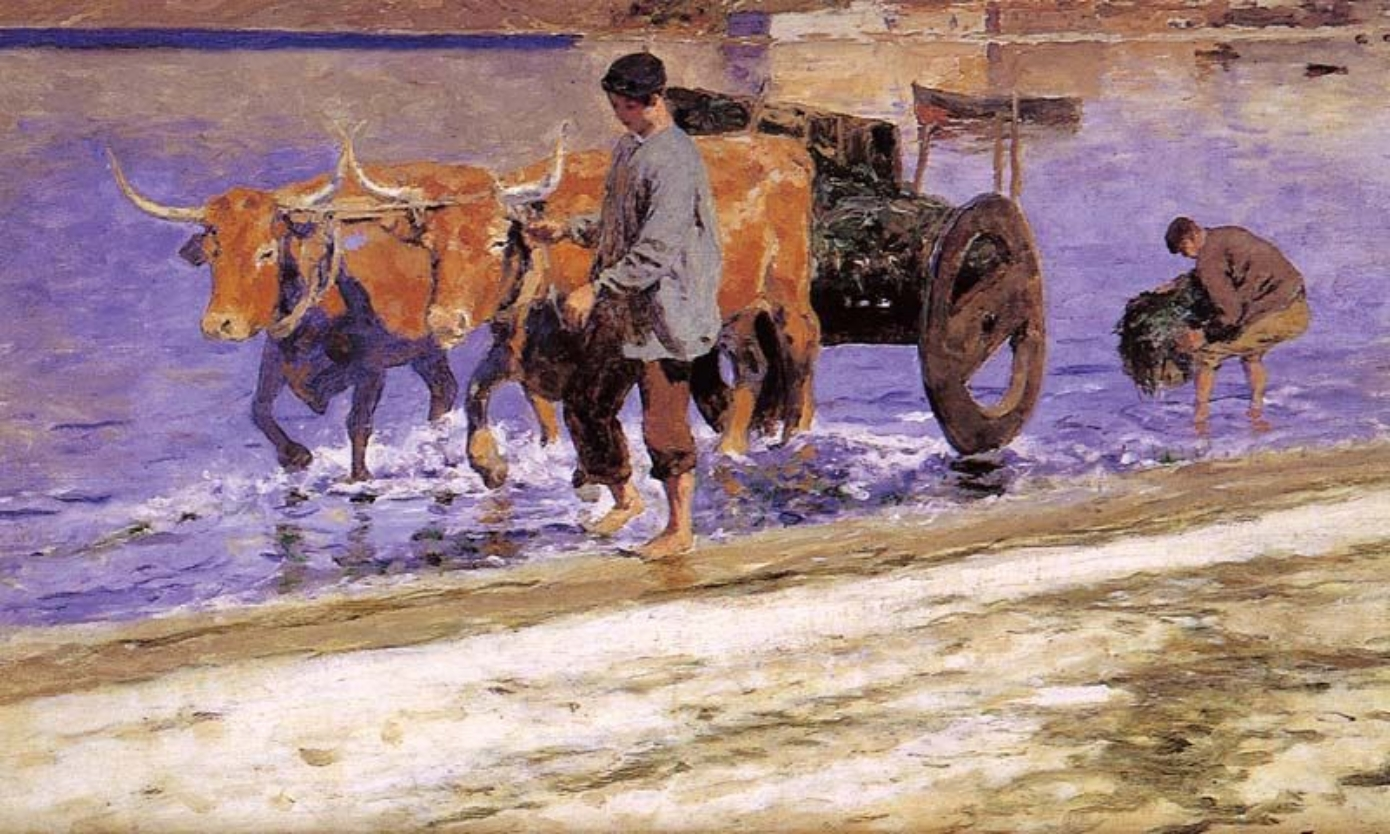
Un cărucior plin de alge marine